# Condemned: Criminal Origins
Condemned: Criminal Origins е компютърна игра, създадена от Monolith Productions и публикувана от Sega за Xbox 360. Може да бъде определена като survival или психологически хорър. Пусната е на пазара на 15 ноември 2005 в Северна Америка и на 2 декември 2005 в Европа. Играта е издадена за персонален компютър на 11 април 2006. Слухове за появяването на версия за Плейстейшън 3 също има, но към юли 2006 това все още не е обявено.
Играта е вдъхновена от филми като „Седем“ и „Мълчанието на агнетата“. Използва се перспектива от първо лице. Целта е да се събират различни отпечатъци и доказателства. Най-често се използваме физическа атака, вместо атака с огнестрелни оръжия. Оръжията могат да бъдат взети от заобикалящата среда, например тръби, дъски с пирони върху тях и табели. Разнообразни са и инструментите за събиране на доказателства. Враговете са наркомани, бездомници и психопати, които живеят на отвратителни места и са оставени на мира от полицаите, заради тяхната собствена безопасност. Стилово играта прилича на F.E.A.R., която също е произведена от Монолит.